# Paweł Wilczek
Paweł Wilczek (ur. 13 października 1930 w Chorzowie, zm. 12 listopada 2005 w Katowicach) – polski grafik, witrażysta.

## Życiorys
Ukończył Akademię Sztuk Pięknych w Krakowie – Wydział Grafiki w Katowicach (1954). Uczestniczył w licznych wystawach plakatu w kraju i za granicą, laureat wielu konkursów na plakat. Był długoletnim redaktorem graficznym Gościa Niedzielnego, a następnie Małego Gościa Niedzielnego. Współpracował z wydawnictwem Księgarnia św. Jacka, dla której opracował wiele projektów okładek książkowych.
W dziedzinie sztuki sakralnej działał od drugiej połowy lat sześćdziesiątych, przy czym wiele jego prac zostało już bezpowrotnie zniszczonych (w kościołach w: Rojcy, Ustroniu, Skrzyszowie, Morgach, Brzezince, Gostyni Śląskiej, Strumieniu).
Projektował wystroje wnętrz dla kościołów i obiektów użyteczności publicznej. Tworzył w różnych technikach. Obok polichromii ważne miejsce w jego twórczości zajmuje witraż. Jest autorem witraży w kościołach: św. Jadwigi w Rybniku (cykl Drogi Krzyżowej, 1986), kościele św. Barbary w Strumieniu oraz w kościele św. Piotra i Pawła w Świętochłowicach (1974).
Jego synem jest Ambasador RP w USA, historyk literatury i kultury Piotr Wilczek.